# سيمون بارسونز
سيمون بارسونز (بالإنجليزية: Simon Parsons)‏ هو راكب الكنو بريطاني، ولد في 3 مايو 1969.

## وصلات خارجية
- سيمون بارسونز على موقع أوليمبيديا (الإنجليزية)